# 翼蛤属
翼蛤属（学名：Spinula）为弯锦蛤科的一个属。

## 下级分类
本属包括以下物种：
- Spinula calcar [1]
- 塔斯曼翼蛤 Spinula tasmanica Knudsen, 1970